# Vidrike
Vidrike – wieś położona w estońskiej gminie Otepää.
Według spisu ludności z 2021 roku wieś Vidrike miała 88 mieszkańców.

## Geografia
Na południe od wsi położone jest jezioro Vidrike.

## Kultura
W 2018 roku opublikowano drugą książkę o historii wioski zatytułowaną "Opowieści z Vidrike - czasy i ludzie" (est. Vidrike lood – ajad ja inimesed). Pięć lat wcześniej opublikowano książkę "Opowieści Vidrike na przestrzeni wieków" (est. Vidrike lood läbi sajandite).
w 2019 roku Vidrike brała udział w konkursie na wieś roku, który był organizowany przez Eesti Rahvusringhääling.